# Мадруццо
Мадруццо (італ. Madruzzo) — муніципалітет в Італії, у регіоні Трентіно-Альто-Адідже,  провінція Тренто. Муніципалітет утворено 1 січня 2016 року шляхом об'єднання муніципалітетів Калавіно та Лазіно.
Мадруццо розташоване на відстані близько 480 км на північ від Рима, 11 км на захід від Тренто.
Населення — 2913 осіб (2015).
Щорічний фестиваль відбувається третьої неділі липня. Покровителька — Богородиця Небовзята.

## Демографія
Населення за роками:

Станом на 1 січня 2023 року в муніципалітеті офіційно проживали 263 іноземці з 30 країн, серед них 44 громадяни країн Євросоюзу та 5 громадян України.

## Сусідні муніципалітети
- Дро
- Ломазо
- Падерньоне
- Сан-Лоренцо-ін-Банале
- Тренто
- Валлелагі
- Каведіне